# Javorje, Velike Lašče
Javorje este o localitate din comuna Velike Lašče, Slovenia, cu o populație de 13 locuitori.